# Der Katalog
| Оценки критиков     | Оценки критиков |
| Источник            | Оценка          |
| ------------------- | --------------- |
| Allmusic            | [ 1 ]           |
| Clash               | (9/10)          |
| No Ripcord          | [ 3 ]           |
| Pitchfork Media     | (9.5/10)        |
| The Daily Telegraph | [ 5 ]           |
| Uncut               | [ 6 ]           |

Der Katalog (с нем. — «Каталог», английский вариант названия: The Catalogue) — бокс-сет, коллекция ремастированных альбомов германской электронной группы Kraftwerk, начиная с Autobahn (1974). Издан в 2009 году.
Концепция переиздания заключалась в переводе оригинальных аналоговых записей в цифровой формат и последующем ремастеринге. Этим проектом группа была занята с конца 90-х гг., однако переиздание по разным причинам откладывалось (некоторые винят в этом перфекционизм участников коллектива, редко довольных результатами своей работы).
Все классические альбомы группы до того времени существовали в формате компакт-дисков, выпущенных в с 1986 по 1995 год фирмами Capitol и EMI. Переиздания альбомов в рамках Der Katalog отличаются по оформлению: почти все лицевые обложки заменены на новые, также прилагаются буклеты с коллекцией реставрированых фотографий и оригинального оформления альбомов, включая неизданную графику.
Der Katalog выпущен в октябре 2009 года в виде большого бокса с 8 компакт-дисками и крупноформатными буклетами, а также в виде отдельных компакт-дисков и виниловых пластинок. В 2004 году был выпущен ограниченный промовариант под названием 12345678 в виде 8 дисков в тонких конвертах, который имеет заметные отличия по звуку. Ремастеры 2009 года подверглись крайне жёсткой критике слушателей из-за большого количества звуковых дефектов, недопустимых при профессиональной работе со звуком.
Выпуском Der Katalog занялся британский лейбл Mute, шефом которого является Дэниел Миллер. В 2006-м году на аукционе Ebay Миллер приобрёл самый первый вокодер группы, изготовленный в 1973-м году и использованный в альбомах Ralf & Florian и Autobahn.

## Список альбомов
1. «Autobahn» (1974)
2. «Radio-Aktivität» (1975)
3. «Trans-Europa Express» (1977)
4. «Die Mensch-Maschine» (1978)
5. «Computerwelt» (1981)
6. «Techno Pop» (1986)
7. «The Mix» (1991)
8. «Tour De France» (2003)